# TFIIA
I fattori generali di trascrizione (GTF, general transcription factors) sono delle proteine che si assemblano in prossimità del promotore prima che la RNA polimerasi II possa iniziare a sintetizzare l'RNA. Il nucleo centrale della RNA polimerasi II non è in grado di riconoscere autonomamente le sequenze del promotore. Tuttavia, a differenza dei batteri, in cui il fattore σ è parte integrante dell'oloenzina RNA polimerasi, negli eucarioti sono necessari i fattori generali di trascrizione, che non parteciperanno alla sintesi dell'RNA, bensì riconoscono le sequenze del promotore e si legano ad esse o tra di loro, attirando il nucleo centrale della RNA polimerasi II e collocandolo nella posizione giusta per iniziare la trascrizione. I GTF sono denominati con le sigle TFIIA , TFIIB e così via, dall'inglese transcription factor of RNA polymerase II. I GTF e il nucleo centrale della RNA polimerasi II costituiscono il complesso pre-iniziale (PIC). Come accade per i promotori nei procarioti, così anche negli eucarioti i promotori sono situati dalla parte 5', ossia a monte del sito d'inizio della trascrizione. La sequenza TATA box è la sede del primo evento della trascrizione, cioè il legarsi di una specifica proteina detta TBP (TATA binding protein). La proteina TBP fa parte del complesso TFIID, che è uno dei sei GTF. Quando si lega alla TATA box, la TBP attrae al promotore gli altri GTF e il nucleo centrale della RNA polimerasi II, che formano il complesso PIC. Dopo l'inizio della trascrizione, la RNA polimerasi II si dissocia da quasi tutti i GTF per costruire la catena che costituisce il trascritto primario di RNA.  
Il legame tra il TF2D e il DNA è stabilizzato dal TF2A. TF2D viene rappresentato come una proteina molto asimmetrica e la sua funzione principale è quella di comunicare il corretto filamento e la corretta direzione che deve intraprendere la RNA polimerasi II per portare avanti la trascrizione.